# حکومت آلمان نازی
دولت آلمان نازی یا حکومت رایش آلمان (به آلمانی: Regierung von Nazi-Deutschland) یک دیکتاتوری توتالیتر، اقتدارگرا و تک‌حزبی بود که توسط آدولف هیتلر و حزب نازی اداره می‌شد. آلمان نازی در ژانویه ۱۹۳۳ با انتصاب آدولف هیتلر به‌عنوان صدراعظم آلمان تأسیس و به دنبال آن حقوق اولیه و قانون توانمندسازی تعلیق شد که به رژیم هیتلر این اختیار را می‌داد که بدون دخالت رایشستاگ یا رئیس‌جمهور آلمان قوانین را تصویب و اجرا کند. این حکومت در ۸ مه ۱۹۴۵ با تسلیم آلمان در جنگ جهانی دوم به پایان رسید.
این دولت به‌عنوان جانشین دولت جمهوری وایمار، ساختار و نهادهای دولتی پیشین را به ارث برده‌بود. قانون اساسی وایمار از نظر فنی تا زمان تسلیم آلمان به قوت خود باقی ماند اما هیچ محدودیتی برای اعمال قدرت دولتی وجود نداشت. همین‌گونه رهبری حزب نازی تعداد زیادی از سازمان‌های مختلف را به‌منظور کمک به حکومت آن‌ها و باقی‌ماندن در قدرت ایجاد کرده‌بود. ناسیونال سوسیالیست‌ها زمانی که در قدرت بودند توانستند تمام حوزه‌های سیاسی، اجتماعی و فرهنگی آلمان را در انحصار خود درآورند. دولت آلمان نازی با اصول ناسیونالیسم، میلیتاریسم، ضد کمونیسم، ضدسرمایه‌داری و یهودی‌ستیزی حکومت می‌کرد و هر چیزی را که برای زندگی مردم آلمان منحط و مضر می‌دانست، از زندگی روزمره‌شان حذف می‌کرد. حکومت آلمان نازی سیاست تسلیح مجدد را در پیش گرفت و ورماخت را تقویت کرد. همین‌طور یک دستگاه امنیت ملی گسترده، وافن اس‌اس و شاخه رزمی شوتزاشتافل را ایجاد کرد.

## مقدمات پیشوایی
در ۳۰ ژانویه ۱۹۳۳، رئیس‌جمهور پاول فن هیندنبورگ، هیتلر را به‌عنوان صدراعظم آلمان منصوب کرد. این رویداد به عنوان تسخیر قدرت شناخته می‌شود. در ماه‌های بعد، حزب نازی از فرآیندی به نام هماهنگی استفاده کرد تا به‌سرعت تمام جنبه‌های زندگی مردم را تحت کنترل حزب قرار دهد. همه سازمان‌های غیرنظامی از جمله گروه‌های کشاورزی، سازمان‌های داوطلبانه و باشگاه‌های ورزشی، با هواداران نازی‌ها یا اعضای حزب جایگزین شدند. تا ژوئن ۱۹۳۳، عملاً تنها سازمان‌هایی که تحت کنترل حزب نازی نبود، ارتش و کلیساها بودند. تا سال ۱۹۳۹، عضویت در حزب برای همه مقامات خدماتی کشور اجباری بود. هیتلر با تأکید بر اصل پیشوایی، که اطاعت مطلق همه زیردستان را تصدیق می‌کرد، به‌طور خودکامه بر آلمان حکومت کرد. او ساختار دولت را به عنوان یک هرم می‌نگریست که خودش در راس آن قرار دارد. رتبه در حزب توسط انتخابات تعیین نمی‌شد و پست‌ها از طریق انتصاب توسط افراد دارای رتبه عالی‌تر تکمیل می‌گشت. حزب نازی برای ایجاد کیش شخصیت در اطراف هیتلر از تبلیغات استفاده می‌کرد.
مقامات ارشد به هیتلر گزارش می‌دادند و از سیاست‌های او پیروی می‌کردند اما در مقابل از خودمختاری قابل توجهی برخوردار بودند. از مقامات انتظار می‌رفت که در راستای پیشوا کار کنند و در پیشبرد سیاست‌ها و اقدامات در جهت اهداف خود و حزب نازی بدون دخالت هیتلر در امور روزمره کشور فعالیت کنند. هیتلر اغلب تصمیم‌گیری را به تعویق می‌انداخت، از تفویض اختیارات واضح اجتناب می‌کرد و به زیردستان اجازه می‌داد تا با یکدیگر به‌ویژه در سال‌های قبل از جنگ رقابت کنند. دولت یک ارگان هماهنگ و همکار نبود بلکه مجموعه‌ای بی‌سازمان از جناح‌ها بود که توسط اعضای نخبه حزب رهبری می‌شد که برای جمع‌آوری قدرت و جلب لطف پیشوا تلاش می‌کردند.
بعد از شکل‌گیری سیستم حکومتی به‌موجب آن مقامات برجسته نازی مجبور به تفسیر سخنان و نوشته‌های هیتلر در مورد سیاست‌های دولت و تبدیل آن‌ها به برنامه و قانون شدند. هیتلر معمولاً دستورات کتبی نمی‌داد در عوض او به‌صورت شفاهی با آن‌ها ارتباط برقرار می‌کرد یا آن‌ها را از طریق همکار نزدیک خود، مارتین بورمان، به آن‌ها انتقال می‌داد. هیتلر کار اداری، قرار ملاقات‌ها و امور مالی شخصی خود را به بورمان سپرد و بورمان از موقعیت خود برای کنترل جریان اطلاعات و دسترسی به هیتلر استفاده می‌کرد. کابینه هیتلر پس از سال ۱۹۳۸ هرگز تشکیل جلسه نداد و او وزیران خود را از ملاقات مستقل منصرف کرد.
سبک رهبری هیتلر به گونه‌ای بود که دستورات متناقضی به زیردستانش می‌داد و آن‌ها را در موقعیت‌هایی می‌گذاشت که وظایف و مسئولیت‌های آن‌ها با دیگران همپوشانی داشته باشد تا قوی‌تر کار را انجام دهند. به همین ترتیب، هیتلر برای تحکیم و به حداکثر رساندن قدرت خود، بی‌اعتمادی، رقابت و درگیری را در میان زیردستانش پرورش می‌داد.
این روند به نازی‌ها اجازه می‌داد تا از اجرای عناصر رادیکال‌تر و افراطی ایدئولوژی هیتلر مانند یهودی‌ستیزی دوری کنند و در این راه از منافع سیاسی برخوردار شوند. همین‌گونه دستگاه تبلیغاتی مؤثر یوزف گوبلس که هیتلر را به‌عنوان یک رهبر قهرمان و خطاناپذیر به تصویر می‌کشید از آن محافظت می‌کرد. علاوه بر این، دولت به‌عنوان یک سازمان فداکار، وظیفه‌شناس و کارآمد به تصویر کشیده می‌شد. با فرمان فرماندار رایش، ایالت‌های آلمان با استان‌های نازی به نام گائو جایگزین شدند.
پس از ژوئن ۱۹۴۱ و با پیشرفت جنگ جهانی دوم، هیتلر مشغول مسائل نظامی شد و بیشتر وقت خود را در مقر نظامی خود در جبهه شرقی گذراند. این امر باعث شد که هیتلر بیشتر به بورمان برای اداره سیاست‌های داخلی کشور تکیه کند. در ۱۲ آوریل ۱۹۴۳، هیتلر به‌طور رسمی بورمان را به‌عنوان منشی شخصی پیشوا منصوب کرد. در این زمان، بورمان عملاً بر تمام مسائل داخلی کنترل داشت و این انتصاب جدید به او این قدرت را می‌داد که طبق مقام رسمی در هر زمینه‌ای عمل کند.

## نظام دادگستری
بیشتر ساختارهای قضایی و کدهای حقوقی جمهوری وایمار در دوران نازی‌ها همچنان مورد استفاده قرار می‌گرفت اما تغییرات قابل توجهی در قوانین قضایی و همچنین در احکام دادگاه‌ها رخ داد. اکثر حقوق بشر در قانون اساسی جمهوری وایمار توسط چندین قانون امپراتوری غیرفعال شد. بسیاری از اقلیت‌ها، سیاستمداران مخالف و اسیران جنگی از اکثر حقوق و مسئولیت‌های خود محروم شدند. طرح تصویب یک قانون عدالت کیفری مردمی بلافاصله پس از سال ۱۹۳۳ مطرح شد اما تا پایان جنگ جهانی دوم عملی نشد.
دادگاه مردمی به‌عنوان نوع جدیدی از دادگاه در سال ۱۹۳۴ تأسیس شد و تنها به پرونده‌های دارای اهمیت سیاسی رسیدگی می‌کرد. در کنش، این دادگاه فقط به‌عنوان یک دادگاه پوشالی عمل می‌کرد و محاکمه‌های نمایشی و در عین حال صدور احکام سخت برای دشمنان سیاسی طی یک روند قانونی را انجام می‌داد. از سال ۱۹۳۴ تا ۱۹۴۵، دادگاه ۱۰٬۹۸۰ نفر را به زندان محکوم کرد و برای ۵٬۱۷۹ نفر دیگر که به خیانت بزرگ محکوم شده‌بودند مجازات اعدام صادر کرد. حدود ۱٬۰۰۰ نفر تبرئه شدند. برجسته‌ترین اعضای آن اتو گئورگ تیراک، رئیس دادگاه از مه ۱۹۳۶ تا اوت ۱۹۴۲، و رولانت فریسلر که از اوت ۱۹۴۲ تا فوریه ۱۹۴۵ ریاست دادگاه را بر عهده داشت، بودند. پس از پایان جنگ، برخی از حقوقدانان بازمانده به‌عنوان جنایتکار جنگی محاکمه و محکوم شدند.

## شاخه قانونگذاری
- رایشستاگ
  - رئیس رایشستاگ (هرمان گورینگ)
  - معاون اول رئیس (هانس کرل)

رایشرات در ۱۴ فوریه ۱۹۳۴ توسط «قانون لغو رایشرات» انحلال یافت. از زمان تصویب قانون توانمندسازی، کابینه رایش این اختیار را داشت که بدون رعایت قانون اساسی ۱۹۱۹، قانون مصوبه مجلس را تصویب کند.